# Fundulus olivaceus
Fundulus olivaceus es una especie de pez de la familia de los fundúlidos en el orden de los ciprinodontiformes.

## Morfología
Los machos pueden llegar a los 8 cm de longitud total.

## Distribución geográfica
Se encuentran en Norteamérica: Estados Unidos.